# 广东金叶子
广东金叶子（学名：Craibiodendron scleranthum var. kwangtungense）为杜鹃花科金叶子属下的一个变种。

## 扩展阅读
- 維基物種上的相關：广东金叶子